# 휴스턴 스튜어트 체임벌린
휴스턴 스튜어트 체임벌린(Houston Stewart Chamberlain, 1855년 9월 9일 ~ 1927년 1월 9일)은 영국계 독일인 작가로, 정치철학, 자연과학에 관한 저술을 했다. 리하르트 바그너의 사위이다. 체임벌린의 2권짜리 저서 《19세기의 기초》는 20세기 초 범게르만주의 운동에 큰 영향을 미쳤으며, 이는 이후 반유대주의와 결합하여 나치즘으로 발전하였다.

## 유년 시절과 교육
휴스턴 스튜어트 체임벌린은 왕립해군 소속 윌리엄 찰스 체임버린 소장의 아들로 잉글랜드 햄프셔주 사우스시에서 태어났다. 그의 어머니인 이라이자 제인(Eliza Jane)은 왕립해군 소속 바젤 홀 대령의 딸로 그가 1살 되기 전에 별세한 결과로 그의 조모와 함께 프랑스에 자랐다. 체임벌린의 허약한 건강으로 인해서 스페인과 이탈리아에서 겨울을 자주 지냈다. 어렇게 자주 이사가는 가정 환경을 겪어서 그의 애향심과 교우 관계의 발전이 크게 결여되었다.
체임버린의 교육 경력은 대부분 유럽 본토에 수학해서 베르사유 소재의 국립 고등학교에서 시작했지만 아버지는 그에게 군인의 인생을 계획했다. 그는 11살 때 아버지의 명령으로 육·해군 장교를 많이 배출했던 영국의 기숙학교 챌튼햄 컬리지에 보냈다. 체임버린은 낙관적인 빅토리아 시대의 분위기 속의 19세기에 자기자신감이 풍부한 자였다. 체임버린은 체틀햄을 마음 속 깊숙히 싫어했으며 거거서 외로움을 많이 탔다.

## 같이 보기
- 오즈월드 모즐리

## 참고 자료
1. ↑  일명 유럽에서는 벨 에포크, 즉 부귀영화, 꾸준한 과학적인 발견, 기술적인 진보, 그리고 민주주의적인 정치 개혁이 강한 시대이며 빅토리아 시대의 영국인들이 대영제국의 세계를 이끄는 분위기에 긍정적으로 바라봤다.[1]

## 추가 자료
- 제1대 레드스데일 남작 알젤논 프리만-미트포드 (1914). 《Houston Stewart Chamberlain》 (영어). 에든버러 리뷰.